# Astrid Myers Rossetová
Astrid Myers Rossetová je americká editorka, spisovatelka a vydavatelka. Byla pátou manželkou a blízkou spolupracovnicí Barneyho Rosseta.

## Kariéra
Rossetová vystudovala v 60. letech angličtinu, literaturu a vzdělávání předškolních dětí na univerzitě v Pittsburghu a na Long Island University.
Astrid Myers Rossetová se dlouhodobě angažuje ve feministickém hnutí, v minulosti byla předsedkyní Demokratické strany v East Hamptonu v New Yorku. V roce 1987 byla vyhlášena Demokratkou roku za East Hampton.
Rossetová byla blízkou spolupracovnicí a v pořadí pátou a poslední manželkou Barneyho Rosseta, vydavatele proslulých Blue Moon Books, Foxrock Books a webového literárního magazínu Evergreen Review. Rosset bojoval proti cenzuře knih a vydával kontroverzní díla. Díky jeho snaze se dostala svoboda slova a vydávání do americké ústavy.
Po smrti manžela se podílela se na sepsání jeho autobiografie nazvané Barney Rosset: My Life in Publishing a také připravila k vydání publikaci Dear Mr. Beckett (2016) zachycující pětatřicetiletou spolupráci Barneyho Rosseta se Samuelam Beckettem.
Rossetová se ujala role koproducentky v dokumentu Barney's Wall: Portrait of a Game Changer o životě jejího manžela. Dokument zachycuje osud nástěnné malby, kterou v posledních letech svého života Barney Rosset maloval na zeď svého bytu, a kterou se jeho žena rozhodla vzít s sebou poté, co se musela po smrti manžela odstěhovat.